# 告白実行委員会〜恋愛シリーズ〜
『告白実行委員会〜恋愛シリーズ〜』（こくはくじっこういいんかい れんあいシリーズ）は、HoneyWorksによる「告白予行練習」「初恋の絵本」「ヤキモチの答え」を中心とした楽曲シリーズ・プロジェクト。これをベースにメディアミックスも行われている。派生シリーズとして、「告白実行委員会〜アイドルシリーズ〜」も存在する。

## 概要
HoneyWorksはニコニコ動画にてVOCALOIDを使ったオリジナル曲を発表しているユニットで、本シリーズは2011年11月18日に公開された動画「初恋の絵本／HoneyWorks feat.GUMI ┗|∵|┓」が発端である。当初は楽曲間のつながりはなかったが、2013年からキャラクター設定などが作られ、同年8月にはコミックマーケットにて漫画を無料配布、2014年2月には小説化されるなど、メディアミックス展開が行われていった。
2021年9月時点で小説のシリーズ累計発行部数は300万部を記録している。
2016年4月に公開されたアニメ映画『ずっと前から好きでした。〜告白実行委員会〜』は中高生に大ヒットし、動員25万人・興行収入3億円を突破した。中高生に特化した宣伝が行われたため、上の世代にはほとんど知られていない。
主なファンは恋愛に関心のある女子中高生である。

## あらすじ
桜丘高校3年の榎本夏樹は、幼なじみの瀬戸口優に片思いしているものの、素直になれず、優を告白の“練習”相手だと偽り、告白の練習をするようになる。そんな夏樹と優の恋を中心に、早坂あかりと望月蒼太、合田美桜と芹沢春輝、成海聖奈と濱中翠の3年生組の恋愛ストーリーと、高校3年生の綾瀬恋雪に恋する高校1年生の瀬戸口雛と、彼をライバル視する榎本虎太朗の三角関係ストーリーが繰り広げられる。

## 登場人物
高校3年生は、元の名前 / 結婚後の名前。LIP×LIP, monaは、本名 / 芸能活動名。
声は、アニメ映画とテレビアニメで共通キャスト。演は、舞台版キャスト。

### 高校3年生➡卒業
榎本 夏樹（えのもと なつき） / 瀬戸口 夏樹（せとぐち なつき）
声 - 戸松遥 / 演 - 梛野里佳子
「ずっと前から好きでした。〜告白実行委員会〜」の主人公。
楽曲は告白予行練習、病名恋ワズライ、東京サマーセッション、恋色に咲け、Destiny、東京ウインターセッション、東京オータムセッション、ロマンチックウェディング、東京スプリングセッション
6月27日（かに座）のO型。美術部所属。あだ名は「なっちゃん」。大きなお団子頭に、スカートに学校指定のジャージを履いている、元気で明るい少女。幼馴染の優に想いを寄せており、告白するつもりが、素直になれず、優に告白の練習相手だと嘘をついてしまう。優と恋人同士になり、高校卒業から7年後に優との結婚式を挙げ、現在は2男の母となっている。
瀬戸口 優（せとぐち ゆう）
声 - 神谷浩史 / 演 - 斉藤秀翼
楽曲は告白予行練習〜another story〜、テレカクシ思春期、東京サマーセッション、恋色に咲け、テレカクシ記念日、東京ウインターセッション、東京オータムセッション、婚約戦争、東京スプリングセッション
7月11日（かに座）のAB型。映画研究部の部長。誰にでも対等に接しており、特に女子生徒にモテるが恋愛に関しては無自覚。そのため夏樹の恋心に気付いていない。
早坂 あかり（はやさか あかり） / 望月 あかり（もちづき あかり）
声 - 阿澄佳奈 / 演 - 川嶋由莉
楽曲はヤキモチの答え〜another story〜、東京サマーセッション、恋色に咲け、私が恋を知る日、東京ウインターセッション、東京オータムセッション、恋人たちのハッピーバースデー、ロマンチックウェディング、東京スプリングセッション、死ぬまでダーリン
12月3日（いて座）のO型。美術部の部長。腰まであるストレートロングヘアーで、笑顔が素敵な天然美少女。恋に憧れを抱くも、人見知りが災いして、恋は自分に関係ないと決めつけ、諦めていた。その矢先、クラスメイトの蒼太から告白される。告白待機列ができるほどモテモテでもある。高校卒業後は蒼太と結婚し、娘をもうけた。
望月 蒼太（もちづき そうた）
声 - 梶裕貴 / 演 - 高崎翔太
楽曲はヤキモチの答え、東京サマーセッション、恋色に咲け、僕が名前を呼ぶ日、東京ウインターセッション、東京オータムセッション 、恋人たちのハッピーバースデー、婚約戦争、東京スプリングセッション、愛しちゃってるよ
9月3日（おとめ座）のB型。映画研究部の副部長。あだ名は「もちた」。1年生の入学式に一目惚れして以来あかりに想いを寄せている。優、春輝、夏樹とは幼馴染で、よくいじられ役になっている。
合田 美桜（あいだ みおう）/ 芹沢 美桜（せりざわ みおう）
声 - 豊崎愛生 / 演 - 長谷川かすみ
「いつだって僕らの恋は10センチだった。」の主人公。
楽曲は初恋の絵本、未来図、東京サマーセッション、プロポーズ、恋色に咲け、一分一秒君と僕の、東京ウインターセッション、Re:初恋の絵本、東京オータムセッション、東京スプリングセッション
3月20日（うお座）のA型。美術部の副部長。心優しく内気で控えめな少女。男性が苦手であまり話さないが、春輝とは趣味が合い一緒に登下校をする仲。その仲の良さから「春カップル（美桜の桜と春樹の春はどちらも春を連想させるため）」と冷やかされ2人は付き合っているのではないかと噂が立ったが、否定している。本当は春輝のことが好きだが、想い人がいると知り、告白に踏み切れないでいる。
「一分一秒君と僕の」では、卒業後、美術大学に進学し桜丘高校の教育実習をしている。
「東京スプリングセッション」にて春輝と結婚し、彼によく似た息子が生まれている。
芹沢 春輝（せりざわ はるき）
声 - 鈴村健一、こいぬ（莉犬（すとぷり））（幼少期） / 演 - 加藤将
楽曲は初恋の絵本〜another story〜、イノコリ先生、さよなら両片想、東京サマーセッション、プロポーズ、恋色に咲け、一分一秒君と僕の、東京ウインターセッション、聞こえますか、東京オータムセッション、婚約戦争、東京スプリングセッション
4月5日（おひつじ座）のA型。映画研究部所属。目を引く金髪と目つきから不良っぽいが、実は面倒見がよく兄貴質。映画研究部では抜群のセンスで映画をつくる。美桜のことが好きだが、気持ちを伝えることがもどかしく伝えることができない。
「さよなら両片想」で映画監督の夢を叶えるために卒業後はアメリカに留学する。
綾瀬 恋雪（あやせ こゆき）
声 - 代永翼 → 堀江瞬（2023年1月以降） / 演 - 大崎捺希
楽曲は告白ライバル宣言、恋色に咲け、これ青春アンダースタンド、年の差なんて
8月28日（おとめ座）のA型。園芸部所属。赤いメガネに緩いウェーブがかかった白髪のミディアムヘアーが特徴の中性的な外見の少年。引っ込み思案な性格のためクラスから孤立していたが、趣味の漫画や音楽の貸し借りをきっかけに夏樹と仲良くなり徐々に想いを寄せるようになる。彼女を振り向かせたいと一念発起しイメージチェンジ(髪の毛を切ったり、メガネをはずすなど）するも、夏樹への恋心は報われず玉砕。
ところが夏樹が告白した相手、優の妹の雛に恋心を持たれており、さらに夏樹の弟である虎太朗に敵意を向けられているという展開になっていることを知らないでいる。
成海 聖奈（なるみ せな）
声 - 雨宮天
楽曲は金曜日のおはよう〜another story〜、金曜日のおはよう〜love story〜、恋色に咲け、可愛くなりたい、日曜日の秘密、ワタシノテンシ、シス×ラブ、水曜日の約束〜another story〜、火曜日はチューデイ〜another story〜、木曜日のスキャンダル、おすすめの子、可愛い理由
10月16日（てんびん座）のB型。ぱっつん前髪にブロンドのツインテールが特徴の美少女で明るい女の子。名前の知れた読者モデルで、アリサら女子生徒からあこがれの対象として見られている。妹の萌奈の理想の姉でいようとし、完璧になろうとする努力家。あかりの中学時代からの友人。翠とは両片思い。
濱中 翠（はまなか みどり）
声 - Gero
楽曲は金曜日のおはよう、金曜日のおはよう〜love story〜、恋色に咲け、日曜日の秘密、かっこよくなりたい、水曜日の約束、火曜日はチューデイ
1月23日（みずがめ座）のA型。高校入学前に関西から引っ越してきた少年。口元につけているばんそこうが特徴的。こてこての関西弁を話す。自分の意見ははっきりと言う。毎朝8時7分に同じ電車にのる聖奈が気になりあいさつを心がけているが、空振りしている。ギターが上手く、軽音部でバンドを組んでいる。

### 高校1年生➡卒業
瀬戸口 雛（せとぐち ひな）
声 - 麻倉もも
「好きになるその瞬間を。〜告白実行委員会〜」の主人公。
楽曲は今好きになる。、花に赤い糸、三角ジェラシー〜another story〜、恋色に咲け、センパイ。、大嫌いなはずだった。、選んでくれてありがとう。、彼氏自慢、運命の人だった。
8月8日（しし座）のA型。緩い二つ結びが特徴の前向きで明るい美少女。149cmと小柄だが巨乳。兄である優とは一緒にゲームをする仲でブラコン。中学生時代に上級生とは知らずに恋雪に声をかけたことがきっかけで淡い恋心を持つようになる。高校は恋雪を追いかけて桜丘高校に進学した。恋雪を困らせないようにと自分の気持ちを伝えることなく心にしまった。陸上部所属。
榎本 虎太朗（えのもと こたろう）
声 - 花江夏樹
楽曲は三角ジェラシー、今好きになる。〜triangle story〜、恋色に咲け、大嫌いなはずだった。、これ青春アンダースタンド、選んでくれてありがとう。、運命の人だった。
11月29日（いて座）のO型。感情の起伏は激しいが優しい一面もある不器用な少年。夏樹の弟で雛とは幼馴染。雛のことをひたむきに想っているが報われていない。サッカー部所属。
雛のことを好きな気持ちは誰にも負けない自信がある。高校二年生の時、雛に「世界一可愛いよ」と言っている。数年後、晴れて雛と恋人同士になる。
高見沢 アリサ（たかみざわ アリサ）
声 - 東山奈央
楽曲はハートの主張、恋色に咲け、生意気ハニー〜another story〜、男の子の目的は何?、ハートの誓い、彼氏自慢
2月3日（みずがめ座）のB型。聖奈と同じ髪型にニーハイソックスが特徴のはっきりものをいう強気なクール系美人。神社の娘で節分が誕生日ということを嫌っている。読者モデルの聖奈の大ファン。中学時代、クラスの輪を乱さぬように自分の主張を言えないでいた。加恋がいじめを受けていても、見て見ぬふりをし後悔しながらも逃げてしまう。TVから聞こえた聖奈の「嫌ってばかりじゃつまらない」という言葉に勇気をもらい、加恋を庇う。しかしその後、自分がいじめの被害者にされてしまう。高校では孤立というより自分から単独行動を選んでいる。可愛いものと猫が好き。すましていることが多いが、心優しく正義感の強い少女。ツンデレ。
柴崎 健（しばさき けん）
声 - 細谷佳正 → 江口拓也（2019年11月以降）
楽曲はイジワルな出会い、恋色に咲け、生意気ハニー、さみしがりや、女の子の愛って何?
4月1日（おひつじ座）のO型。虎太朗の中学校からの友人。愛蔵を弟に持つ。あだ名は「シバケン」。女子の扱いがうまく、とにかくモテるチャラ男。小学生時代は内気な性格だったが、失恋をきっかけに一変して本音を隠して女子の心を落とすようになる。その要領でアリサをナンパするが断られ、「きっとそれじゃつまんないよ」と心に突き刺さる言葉を残される。それ以来、アリサに惹かれるようになりぎこちないが本音で話している。アリサを本気で好きになってからは、他の女子と遊ぶことをやめている。アリサに告白され、付き合うようになった。実は彼女を中学時代から気にかけており、アリサが加恋を庇う所を目撃して以来気づかずに片思いをしていた。
山本 幸大（やまもと こうだい）
声 - 松岡禎丞
楽曲はレンズ越しの景色、恋色に咲け、好きだった人に似てる後輩、イタキス
11月7日（さそり座）のA型。読書家で無口な少年。観察眼があり、ときおり的をついた発言をする。虎太朗と健とは中学時代からの悪友。榎本夏樹に好意を持っていたが、失恋。進級後にカフェでバイトを始め、そこでいつもキャラメルマキアートを飲む後輩服部樹里に出会い、片思いをしている。

### 新高校1年生➡高校2年生
涼海 ひより（すずみ ひより）
声 - 水瀬いのり
「ヒロインたるもの!〜嫌われヒロインと内緒のお仕事〜」の主人公。
楽曲は恋色に咲け、ヒロイン育成計画、ヒロインたるもの！、東京サニーパーティー、ヒロインは平均以下。、ヒロインとアイドル、ヒロインのヒーロー、東京アフタヌーンティー
「恋色に咲け」のラストシーンと「ノンファンタジー」、アルバム「何度だって、好き。」のボイスコミックにも登場。
3月31日（牡羊座）のO型。太眉ボブヘアーの少女。愛蔵からは「芋女」と呼ばれている。夏樹たち3年生が卒業した後の桜丘高校に入学するが、ひよりの住む地元からかなり遠いためアパートで一人暮らしを始めている。初めて勇次郎を目撃した際アイドルだと認識していなかったことから芸能情報に疎い。後に「LIP×LIP」のマネージャーをアルバイトですることとなり、桜丘高校の生徒にばれないように活動している。

染谷 勇次郎（そめや ゆうじろう） / 勇次郎
声 - 内山昂輝
楽曲は恋色に咲け、ロメオ、ノンファンタジー、必要不可欠、月の姫、恋をしよう、リペイント、ジャッジ☆、夢ファンファーレ、ロデオ、チョコカノ、ホワイトデーキッス、フィアンセ、小さなライオン、青華、LOVE&KISS、この世界の楽しみ方、許してサンタさん、他のやつにいくなんてさ、ジュリエッタ、青へ、ラストステージ、弟には秘密、推しの魔法、A.B.SECRET、めおと、HALLOWEEN KISS
「恋色に咲け」のラストシーンとアルバム「何度だって、好き。」のボイスコミックにも登場。
2月22日（魚座）のB型。前髪がアシンメトリーの少年。愛蔵とユニット「LIP×LIP」としてアイドル活動している。アイドル活動してるせいか人当りは良いがどこか冷たい印象がある。高校入学直前弟を庇い警察に補導されたことがあり、その場面をひよりに目撃されている。歌舞伎の名門染谷家の長男であり、稽古を受けていたが、父から「お前には華がない」と言われたことから、歌舞伎界から離れる。実はピアノがひける。
柴崎 愛蔵（しばさき あいぞう） / 愛蔵
声 - 島﨑信長
楽曲はロメオ、ノンファンタジー、必要不可欠、月の姫、恋をしよう、リペイント、ジャッジ☆、夢ファンファーレ、ロデオ、チョコカノ、ホワイトデーキッス、フィアンセ、小さなライオン、YELLOW、LOVE&KISS、この世界の楽しみ方、さみしがりや、許してサンタさん、ジュリエッタ、青へ、俺無しじゃ生きていけない？、ラストステージ、母親って、推しの魔法、A.B.SECRET、めおと、HALLOWEEN KISS
アルバム「何度だって、好き。」のボイスコミックにも登場。
2月22日（魚座）のA型。長めの金髪を一つ結びしている長身の少年。勇次郎とユニット「LIP×LIP」としてアイドル活動している。高校生だが、かなり大人びている。勇次郎と同じく、少し冷たいところもあるが、世話焼きなところも。健の1つ下の弟である。実はギターがひける。
服部 樹里（はっとり じゅり）
声 - 佐倉綾音
楽曲は可愛いねって言われちゃった、東京サニーパーティー、うちら恋人宣言!、イタキス、東京アフタヌーンティー
11月5日(蠍座)のAB型。ひよりの友人。制服を着崩しているピンク髪のギャルで、常にテンション高いが友達想い。過保護な父と小言が多い母がいる。いつもキャラメルマキアートを頼んでいるカフェの店員で1学年先輩の幸大のことが好き。
中村 千鶴（なかむら ちづる） / ちゅーたん
声 - 早見沙織
楽曲は同担拒否、推し事、東京サニーパーティー、可愛くてごめん、すきっちゅーの！、メイド☆至上主義、ディア♡マイフレンド、東京アフタヌーンティー
5月13日(牡牛座)のB型。愛蔵、勇次郎、ひより、樹里と同じクラスで、特にひよりと樹里とは親しくしている。黒髪に眼鏡、ピンクがかった目が特徴な少女。
クラスでは興味がない風に装っているが、実は重度なジュリエッタで、愛蔵の古参ファン。ただのクラスメイトであるはずのひより（実際はマネージャー見習い）とLIP×LIPの距離が近いことに嫉妬し、三人があっているところの写真を公開してしまう。
ひよりと大喧嘩になった際、思わずひよりを殴ってしまい、その後泣きながら倒れた彼女を保健室につれていった。（ヒロインたるものmv）
一方アニメでは、ひよりが自分のせいでLIP×LIPに迷惑をかけてしまったといいクリスマスライブに行かないという千鶴をライブ会場につれていき、和解する。
｢推し事｣のちゅーたんは千鶴でありLIP✕LIPにファンレターを書く時のハンドネーム、メイド喫茶でバイトをしてライブ代を稼いでいると思われる。ライブに行くときはハーフツインテールに地雷メイク、ピンクと黒のフリルやリボンのついた戦闘服で挑む。

### 桜丘高校の関係者
明智 咲（あけち さく）
声 - 緑川光 / 演 - 吉岡佑
楽曲はイノコリ先生、ラブヘイトマジョリティ、元生徒
5月29日（ふたご座）のO型。映画研究部と新聞部の顧問。担当教科は古典だがチョークで服が汚れないように長い白衣を纏っており、高校生のときから既に着用していた。ポケットの中にはアメを常備しており、喫煙防止に自らが食べる他、生徒にも配っている。桜丘高校OBで春輝の兄とは中学時代からの親友だった。春輝とも顔なじみでよく芹沢家を訪れては勉強を教えていたが、千秋の死をきっかけに疎遠になる。
南（みなみ）
声 - 豊永利行
楽曲は小さなライオン、映えラヴ、1%の恋人、告白してもいいですか、彼氏の資格
2月22日(魚座)のO型。Y!mobileとHoneyWorksのコラボキャラクター。LIP×LIPの友人で、駆け出しの俳優。monaと同じ事務所に所属している。
芹沢 千秋（せりざわ ちあき）
声 - 木村良平
楽曲は線香花火、ラブヘイトマジョリティ
11月15日(蠍座)のO型。「イノコリ先生」「ラブヘイトマジョリティ」「聞こえますか」に登場する。春輝の兄。中学時代、咲に一度は拒絶されるものの、紆余曲折を経て、咲とは親友になった。春輝と瓜二つの容姿をしている。クラスの誰からも愛されており咲の憧れの対象だった。動画版『イノコリ先生』では、咲と海に行った際に海難事故で亡くなった様子が描かれている。なお、テレビアニメ版、後に作られたMV｢線香花火｣では生まれつき病を抱えており、高校生になってからは病が悪化して医師からは余命宣告を受けていた。限りある命の中、｢やりたいことリスト｣を作成し高校生活を謳歌していた。その中で川で幼い美桜を助けている。そして再入院した後、容態が急変したところを発見され緊急手術、咲の祈りも虚しく手術中に亡くなった。
扇野 りょう（おうぎの りょう）
声 - 井上麻里奈
楽曲は恋愛成就、コスプレしたいのっ！
10月9日(天秤座)のO型。スポーツが大好きな活発少女。「東京ウインターセッション」、「ノスタルジックレインフォール」、「恋愛成就」に登場する。ノスタルジックレインフォールに登場する扇野一色（ひろ）とは親戚関係にあると見られる。趣味はコスプレ。恋雪とは共通のアニメ趣味で出会い、バイト仲間。
成海 萌奈（なるみ もな） / mona（モナ）
声 - 夏川椎菜
楽曲は私、アイドル宣言、17歳、ファンサ、誇り高きアイドル、No.1、motto☆いちごオレ、なかまはずれ、人生は最高の暇つぶし、ホントノワタシ、ワタシノミカタ、シス×ラブ、ホイップクリームの賞味期限、＃超絶美味しい、＃超絶可愛い、ハッピークリスマスパーティ、不屈のアイドル、おまえも♡、私、C君が好き、ざけんな、ビュティホ、生きてるってマジ優勝！、可愛い理由
成海聖奈の妹。4月24日(牡牛座)のO型。新高校2年生。聖奈が通う桜丘高校ではなく、みすず（漢字不明）高校に通っている。成海聖奈の妹とは公表せずに「mona」名義でアイドルをしている。聖奈と同じぱっつん前髪のボブヘア。歌唱力が高い。負けず嫌いな性格。
有名な読者モデルで努力家である姉を尊敬しながらも少しコンプレックスを抱いている。他のアイドルの嫌がらせなどにもめげずに、頑張り続けている。CDデビューもしている。
三浦 加恋（みうら かれん）
楽曲は乙女どもよ。、醜い生き物、ハートの誓い
誕生日は5月1日(牡牛座)。「リベンジゲーム」にも登場。アリサの中学校時代の同級生。リボンをつけた茶髪のポニーテールが特徴の美少女。クラスの女子からその目立つ容姿から「ブリっ子」認定をされ、いじめを受けるがアリサに庇われる。アリサにもう一度友達になろうと言われるが、誰も信じられない状態になっていたためアリサを拒絶し、彼女がいじめを受けていても見て見ぬふりをした。みすず高校入学後、目立たぬよう髪を下ろしスカートを長くして地味な高校生活を送っていた。隅田からの告白を拒絶するが、中学の頃のアリサの「このままじゃダメだって」という言葉を思い出し、ポニーテール姿に戻り隅田の告白を受け入れる。
隅田 恵（すみた けい）
楽曲は醜い生き物、リベンジゲーム
誕生日は7月3日(蟹座)。加恋の高校からのクラスメイトの男子生徒。加恋が中学生の時から知っており、高校入学してから告白をし続けているが毎回振られ続けている。よく女子にモテる。野球部所属で、ピッチャー。
鷹野 千紗 (たかの ちさ)
楽曲は醜い生き物
誕生日は1月6日(山羊座)。加恋のクラスメイト。ボーイッシュでさばさばした性格だが、長い間人と関わり合わず、孤立していたためか捻くれている。趣味はボーイズラブのイラストを描くこと。ひとりでいることに慣れていたが、加恋から話しかけられたことをきっかけで友達になる。そして同性でありながら加恋に惹かれて行くようになる。しかし加恋に彼氏(恵)がいたために葛藤するも吹っ切れて応援することを決断した。
白波 渚 (しらなみ なぎさ)
声 - 榎木淳弥
楽曲は我武者羅、好きな子に嘘ついた。、君を可愛くさせたのはどこのどいつ
6月30日(蟹座)のA型。ひよりの幼い頃からの幼なじみ。中学から駅伝部で活躍しており現在は駅伝に強いの高校に進学している。実家は料亭をしており、料理が得意。幼い頃からひよりのことが好きでいじわるで可愛くないと傷つけてしまう言葉を言っていた。｢ヒロインたるもの!｣第7話ではひよりに告白するが、今は分かんないと言われ振られた。
染谷光一郎（そめや こういちろう）
声 - 土岐隼一
楽曲は兄には秘密
染谷勇次郎の義弟。義兄の勇次郎より歌舞伎の才能がある。
あおちゅん
楽曲はメイド☆至上主義
ちゅーたんとともにメイド喫茶で働く。緑メッシュ。
はるにゃ
楽曲はメイド☆至上主義
ちゅーたんとともにメイド喫茶で働く。ツインテールのピンク髪。

## メディア展開

### ミュージックビデオ
登場人物のイラストを中心としたミュージックビデオがニコニコ動画及びYouTubeにて公開されている。
| 曲名                                 | キャラクター歌唱（公開日） | ボーカロイド版（公開日）                   | アーティスト歌唱（公開日）                        | イラスト                                                                                        | 動画制作                                                             | 初収録アルバム           | 出典                                 |                           |
| ------------------------------------ | --- | ------------------------------------------ | ------------------------------------------------- | ----------------------------------------------------------------------------------------------- | -------------------------------------------------------------------- | ------------------------ | ------------------------------------ | ------------------------- |
| 初恋の絵本                           | 合田美桜 （豊崎愛生）（2014年10月30日） | GUMI （2011年11月18日）                    |                                                   | ヤマコ                                                                                          | ziro                                                                 | ずっと前から好きでした。 | [ 10 ]                               |                           |
| 告白予行練習                         | 榎本夏樹 （戸松遥）（2014年11月13日） | GUMI （2012年10月27日）                    |                                                   | ヤマコ                                                                                          | ヤマコ                                                               | ずっと前から好きでした。 | [ 11 ]                               |                           |
| 告白予行練習-another story-          | 瀬戸内優（神谷浩史）(2014年11月13日） | 鏡音レン（2012年11月16日）                 |                                                   | ヤマコ                                                                                          | ヤマコ                                                               | 僕じゃダメですか？       | [ 12 ]                               |                           |
| ヤキモチの答え                       | 望月蒼太（梶裕貴） （アルバムのみ） | GUMI （2013年3月14日）                     |                                                   | ヤマコ                                                                                          | ヤマコ                                                               | 僕じゃダメですか？       | [ 13 ]                               |                           |
| ヤキモチの答え-another story-        | 早坂あかり（阿澄佳奈）（アルバムのみ） | 初音ミク（2013年4月9日）                   |                                                   | ヤマコ                                                                                          | ヤマコ                                                               | 僕じゃダメですか？       | [ 14 ]                               |                           |
| 初恋の絵本-arrangement-              | | GUMI（2013年4月25日）                      |                                                   | ぴえ谷397                                                                                       | えむめろ                                                             |                          | [ 15 ]                               |                           |
| テレカクシ思春期                     | 瀬戸内優（神谷浩史）(アルバムのみ) | 鏡音レン （2013年4月9日）                  |                                                   | ヤマコ                                                                                          | ヤマコ                                                               | ずっと前から好きでした。 | [ 16 ]                               |                           |
| 病名恋ワズライ                       | 榎本夏樹（戸松遥）（アルバムのみ） | GUMI（2013年12月17日）                     |                                                   | ヤマコ                                                                                          | ziro                                                                 | 僕じゃダメですか？       | [ 17 ]                               |                           |
| 告白ライバル宣言                     | 綾瀬恋雪（代永翼）（アルバムのみ） | GUMI(2014年2月14日）                       |                                                   | ヤマコ                                                                                          | ヤマコ                                                               | 僕じゃダメですか？       | [ 18 ]                               |                           |
| イノコリ先生                         | 明智咲（緑川光）（アルバムのみ） | flower（2014年4月17日）                    |                                                   | ろこる、ヤマコ                                                                                  | ヤマコ                                                               | 僕じゃダメですか？       | [ 19 ]                               |                           |
| 金曜日のおはよう                     | 濱中翠（Gero）（2014年7月2日） | GUMI（同時公開）                           |                                                   | ヤマコ                                                                                          | ヤマコ                                                               |                          | [ 20 ]                               |                           |
| 金曜日のおはよう-another story-      | 成海聖奈（雨宮天）（アルバムのみ） | 初音ミク（2014年9月26日）                  |                                                   | ヤマコ                                                                                          | ヤマコ                                                               | 僕じゃダメですか？       | [ 21 ]                               |                           |
| さよなら両片想                       | 芹沢春輝(鈴村健一）（2014年10月21日） | GUMI（2014年10月20日）                     |                                                   | ろこる                                                                                          | ziro                                                                 | 僕じゃダメですか？       | [ 22 ]                               |                           |
| 今好きになる。                       | 瀬戸内雛（麻倉もも）（アルバムのみ） | 初音ミク（2014年7月2日）                   |                                                   | ヤマコ                                                                                          | ヤマコ                                                               | 僕じゃダメですか？       | [ 23 ]                               |                           |
| 今好きになる。-triangle story-       | 榎本虎太朗（アルバムのみ） | GUMI（2014年12月29日）                     |                                                   | ヤマコ                                                                                          | ヤマコ                                                               | 何度だって、好き。       | [ 24 ]                               |                           |
| イジワルな出会い                     | 柴崎健（江口拓也）（2020年1月31日） | 初音ミク(2015年7月3日)                     |                                                   | ヤマコ                                                                                          | ヤマコ                                                               | 好きになるその瞬間を     | [ 25 ]                               |                           |
| 東京サマーセッション                 | 榎本夏樹（戸松遥）＆瀬戸内優（神谷浩史）、早坂あかり（阿澄佳奈）＆望月蒼太（梶裕貴）、合田美桜（豊崎愛生）＆芹沢春輝（鈴村健一）（2017年1月21日）  | GUMI＆ｖ flower （2015年7月24日）          | sana&CHiCO（2015年7月24日）                       | keepout、M.B、ギト たま、ヤマコ、ろこる モゲラッタ                                              | モゲラッタ                                                           | 好きになるその瞬間を     | [ 26 ]                               |                           |
| ハートの主張                         | 高見沢アリサ（アルバムのみ） | 初音ミク（2015年11月13日）（YouTubeのみ）  | CHiCO（2015年11月13日）                           | ヤマコ                                                                                          | ヤマコ                                                               | 何度だって、好き。       | [ 27 ]                               |                           |
| 恋色に咲け                           | | GUMI（2016年3月25日）（YouTubeのみ）       | CHiCO（2016年3月25日)                             | ヤマコ                                                                                          | ヤマコ                                                               | 何度だって、好き。       | [ 28 ]                               |                           |
| 一分一秒君と僕の                     | |                                            | スフィア（2016年4月8日）                          | ヤマコ                                                                                          | ヤマコ                                                               | 何度だって、好き。       | [ 29 ]                               |                           |
| 日曜日の秘密                         | 濱中翠（Gero）＆成海聖奈（雨宮天）（2017年2月4日）                                                                                                 | 初音ミク＆GUMI（同時公開）                 | CHiCO&sana (Short Ver.)（2016年8月28日）          | ヤマコ                                                                                          | ziro                                                                 |                          |                                      |                           |
| 大嫌いなはずだった。                 | 瀬戸内雛（麻倉もも）＆榎本虎太朗（花江夏樹）（2019年11月23日）                                                                                     | 初音ミク&GUMI（2016年12月9日）             | さゆりんご軍団+真夏さんリスペクト軍団from乃木坂46 | ヤマコ                                                                                          | モゲラッタ                                                           | 好きすぎてやばい。       |                                      |                           |
| センパイ。                           | |                                            | TrySail（2016年12月10日）                         | ヤマコ                                                                                          | モゲラッタ                                                           |                          |                                      |                           |
| 可愛くなりたい                       | 成海聖奈（雨宮天）（2017年1月14日） |                                            |                                                   | モゲラッタ                                                                                      | モゲラッタ                                                           | 好きすぎてやばい。       |                                      |                           |
| 僕が名前を呼ぶ日                     | 望月蒼太（梶裕貴）（2017年2月1日）（YouTubeのみ）                                                                                                  | GUMI（2017年1月28日）                      |                                                   | ヤマコ                                                                                          | ヤマコ                                                               | 好きすぎてやばい。       |                                      |                           |
| 私が恋を知る日                       | 早坂あかり（阿澄佳奈）（2017年2月2日）（YouTubeのみ）                                                                                              | 初音ミク（2017年1月30日）                  |                                                   | ヤマコ                                                                                          | ヤマコ                                                               | 好きすぎてやばい。       |                                      |                           |
| 花に赤い糸                           | 瀬戸口雛 |                                            | 麻倉もも（2017年2月15日）                         | モゲラッタ                                                                                      | モゲラッタ                                                           |                          |                                      |                           |
| プロポーズ                           | | 初音ミク（2017年3月26日）                  | sana（アルバムのみ）                              | ヤマコ                                                                                          | -                                                                    | 好きになるその瞬間を。   |                                      |                           |
| これ青春アンダースタンド             | 榎本虎太郎(花江夏樹)&綾瀬恋雪 (堀江瞬)(アルバムのみ)                                                                                               | IA&ｖ flower (2018年4月13日）              | CHiCO×sana（2017年8月28日）                       | keepout、さいね、砂糖イルノ 三奈宮みあ、ヤマコ、ろこる モゲラッタ                               | ziro                                                                 | ねぇ、好きって痛いよ     |                                      |                           |
| 東京ウィンターセッション             | 榎本夏樹（戸松遥）＆瀬戸内優（神谷浩史）、早坂あかり（阿澄佳奈）＆望月蒼太（梶裕貴）、合田美桜（豊崎愛生）＆芹沢春輝（鈴村健一）（2017年12月1日）  |                                            |                                                   | ヤマコ、ろこる、モゲラッタ                                                                      | モゲラッタ                                                           | 好きすぎてやばい。       |                                      |                           |
| 聞こえますか                         | 芹沢春輝（幼少期）（こいぬ〔莉犬〕）（2017年12月15日）                                                                                             |                                            |                                                   | ろこる（ファースト&ラストイラスト）                                                             | ziro（『いつだって僕たちの恋は10センチだった。』アニメーション編集） | 好きすぎてやばい。       |                                      |                           |
| 私、アイドル宣言                     | mona（夏川椎菜）（アルバムのみ） | 初音ミク（2018年3月5日）                   | CHiCO（2018年3月3日）                             | モゲラッタ                                                                                      | モゲラッタ                                                           | 好きすぎてやばい。       |                                      |                           |
| 生意気ハニー                         | 柴崎健（江口拓也）（アルバムのみ） | GUMI（2019年5月23日）                      |                                                   | ヤマコ                                                                                          | ヤマコ                                                               | 好きすぎてやばい。       |                                      |                           |
| 生意気ハニー-another story-          | 高見沢アリサ（アルバムのみ） | 初音ミク（2019年5月23日）                  |                                                   | ヤマコ                                                                                          | ヤマコ                                                               | 好きすぎてやばい。       |                                      |                           |
| ファンサ                             | mona（夏川椎菜）（2019年6月21日） |                                            |                                                   | モゲラッタ                                                                                      | モゲラッタ                                                           | 好きすぎてやばい。       |                                      |                           |
| ワタシノテンシ                       | 成海聖奈（雨宮天）（2019年12月21日） |                                            |                                                   | モゲラッタ                                                                                      | モゲラッタ                                                           | 好きすぎてやばい。       |                                      |                           |
| No.1                                 | mona（夏川椎菜）（2019年12月27日） |                                            |                                                   | みっ君                                                                                          | モゲラッタ（キャラクターデザイン、ストーリー構成）                   | 好きすぎてやばい。       |                                      |                           |
| 恋愛成就                             | 扇野りょう（井上麻里奈）（2020年1月2日）（YouTubeのみ）                                                                                            |                                            |                                                   | ヤマコ                                                                                          | ziro                                                                 | 好きすぎてやばい。       |                                      |                           |
| ヒロイン育成計画                     | 涼海ひより（水瀬いのり）（2020年1月14日） | AIきりたん（2020年2月28日）（YouTubeのみ） |                                                   | ヤマコ                                                                                          | モゲラッタ（ストーリー構成）                                         | 好きすぎてやばい。       |                                      |                           |
| 東京オータムセッション               | 榎本夏樹（戸松遥）＆瀬戸内優（神谷浩史）、早坂あかり（阿澄佳奈）＆望月蒼太（梶裕貴）、合田美桜（豊崎愛生）＆芹沢春輝（鈴村健一）（2020年1月23日）  |                                            |                                                   | CloverWorks                                                                                     | ヤマコ（キャラクターデザイン）                                       | 好きすぎてやばい。       |                                      |                           |
| 恋人たちのハッピーバースデー         | 早坂あかり（阿澄佳奈）＆望月蒼太（梶裕貴）（2020年7月11日）                                                                                        |                                            |                                                   | ヤマコ                                                                                          | 利波 雷                                                              | 好きすぎてやばい。       |                                      |                           |
| かっこよくなりたい                   | 濱中翠 (Gero) （2020年7月18日） |                                            |                                                   | SuperciderX                                                                                     | Kanata                                                               | ねぇ、好きって痛いよ。   |                                      |                           |
| ヒロインたるもの                     | 涼海ひより（水瀬いのり）（2020年8月7日） |                                            |                                                   | ヤマコ                                                                                          | 上嶋ハルキ                                                           | ねぇ、好きって痛いよ。   |                                      |                           |
| ワタシノミカタ                       | |                                            | Hanon.Kotoha（2020年8月23日）(youtubeのみ)        | モゲラッタ                                                                                      | モゲラッタ                                                           |                          |                                      |                           |
| 水曜日の約束                         | 濱中翠 (Gero) （2020年8月24日） ※ Gero Channelにて公開                                                                                             |                                            |                                                   | モゲラッタ                                                                                      | モゲラッタ                                                           | ねぇ、好きって痛いよ。   |                                      |                           |
| 婚約戦争                             | 瀬戸口優×望月蒼太×芹沢春輝（CV：神谷浩史・梶裕貴・鈴村健一）                                                                                       |                                            | （2020年11月16日）                                | りゅうせー                                                                                      | りゅうせー                                                           | ねぇ、好きって痛いよ。   |                                      |                           |
| さみしがりや                         | 柴崎 健 (江口拓也)&柴崎 愛蔵(島崎信長)(2020年11月2日)                                                                                              |                                            |                                                   | ヤマコ                                                                                          | ヤマコ                                                               | ねぇ、好きって痛いよ。   |                                      |                           |
| ロマンチックウェディング             | 榎本夏樹（戸松遥)、早坂あかり（阿澄佳奈）、合田美桜（豊崎愛生）（2021年5月11日)                                                                    |                                            |                                                   | ヤマコ、島陰涙亜                                                                                | えむめろ                                                             | ねぇ、好きって痛いよ。   |                                      |                           |
| 推し★ごと                            | ちゅーたん(中村千鶴)(早見沙織)アルバムのみ | 可不(2021年9月27日)                        | かぴ(2021年9月25日)                               | ヤマコ                                                                                          | Kanata                                                               | ねぇ、好きって痛いよ。   |                                      |                           |
| 東京スプリングセッション             | 榎本夏樹（戸松遥）＆瀬戸内優（神谷浩史）、早坂あかり（阿澄佳奈）＆望月蒼太（梶裕貴）、合田美桜（豊崎愛生）＆芹沢春輝（鈴村健一）（2021年11月10日） |                                            |                                                   | ヤマコ、モゲラッタ                                                                              | モゲラッタ                                                           | ねぇ、好きって痛いよ。   |                                      | 3年生組最終章             |
| レンズ越しの景色                     | 山本幸大（松岡禎丞)(2021年12月18日)(youtubeのみ)                                                                                                   |                                            |                                                   | TMK                                                                                             | Kanata                                                               | ねぇ、好きって痛いよ。   |                                      | ヤマコ作詞                |
| 好きだった人に似てる後輩             | 山本幸大（松岡禎丞)(2023年1月27日) | v flower (2022年5月26日)                   |                                                   | TNK                                                                                             | えるいー                                                             |                          |                                      |                           |
| 選んでくれてありがとう               | 瀬戸内雛(浅倉もも)&榎本虎太郎(花江夏樹)(2022年4月28日)                                                                                             |                                            |                                                   | トウカ                                                                                          | Kanata                                                               |                          |                                      |                           |
| 三角ジェラシー                       | 榎本虎太郎 (花江夏樹)(2022年6月9日) |                                            |                                                   | flaggs                                                                                          | flaggs                                                               |                          | 僕じゃダメですか？                   |                           |
| 可愛いねって言われちゃった           | 服部樹里(佐倉綾音)(2022年8月28日) | 可不(2022年6月2日)                         | 星川サラ(ボカロ版と同時投稿)                      | ヤマコ                                                                                          | えむめろ                                                             | ねぇ、好きって痛いよ。   |                                      |                           |
| 火曜日はチューデイ                   | 濱中翠(Gero)(2022年8月2日) | v flower                                   |                                                   | ここかなた                                                                                      | kairi                                                                |                          | ボカロ版はイラスト姐川、動画Kanata。 |                           |
| 線香花火                             | 芹沢千秋 (木村良平)(2022年8月28日 |                                            |                                                   | flaggs                                                                                          | flaggs                                                               | 好きすぎてやばい         |                                      |                           |
| 可愛くてごめん                       | ちゅーたん(早見沙織)(2022年11月28日) |                                            | かぴ(キャラクター歌唱版と同時投稿)                | TMK                                                                                             | Kanata                                                               | ねぇ、好きって痛いよ。   |                                      |                           |
| 女の子の愛って何？                   | 柴崎件(江口拓也)(2023年1月22日) |                                            | うらたぬき                                        | 姐川                                                                                            | えるいー                                                             | ねぇ、好きって痛いよ。   |                                      |                           |
| 男の子の目的は何？                   | 高見沢アリサ(東山奈央)(2023年1月22日) |                                            | 紫咲シオン                                        | 姐川                                                                                            | えるいー                                                             | ねぇ、好きって痛いよ。   |                                      |                           |
| うちら、恋人宣言！                   | 服部樹里(佐倉綾音)(2023年2月3日) |                                            | 星川サラ                                          | TMK                                                                                             | えるいー                                                             | ねぇ、好きって痛いよ。   |                                      |                           |
| 元生徒                               | 明智咲(緑川光)(2023年2月10日) |                                            | そらる                                            | 瓜うりた                                                                                        | 上嶋ハルキ                                                           | ねぇ、好きって痛いよ。   |                                      |                           |
| 火曜日はチューデイ - another story - | 成海聖奈(雨宮天)(2023年2月21日) |                                            |                                                   | ここかなた                                                                                      | kairi                                                                | ねぇ、好きって痛いよ。   |                                      |                           |
| 木曜日のスキャンダル                 | 成海聖奈(雨宮天)(2023年3月2日) |                                            | Hanon                                             | のれん                                                                                          | 上嶋ハルキ                                                           | ねぇ、好きって痛いよ。   |                                      | スペシャルサンクス : みお |
| 三角ジェラシー - another story -     | 瀬戸口雛(麻倉もも)(2023年3月10日) |                                            |                                                   | flaggs                                                                                          | flaggs                                                               | ねぇ、好きって痛いよ。   |                                      |                           |
| 東京サニーパーティー                 | 涼海ひより(水瀬いのり)、服部樹里(佐倉綾音)、中村千鶴(早見沙織)(2023年3月17日)                                                                      |                                            |                                                   | 原画:石井かおり 仕上げ:山崎朋子 撮影特効:村野よもぎ子(レアトリック) ©ヒロインたるもの製作委員会 | えむめろ                                                             | ねぇ、好きって痛いよ。   |                                      |                           |
| 好きな子に嘘ついた。                 | 白波渚(榎木淳弥)(2023年4月9日) |                                            | 天月                                              | TMK                                                                                             | Kanata                                                               | ねぇ、好きって痛いよ。   |                                      |                           |
| ヒロインは平均以下。                 | 涼海ひより(水瀬いのり)(2023年4月9日) |                                            | 湊あくあ                                          | TMK                                                                                             | Kanata                                                               | ねぇ、好きって痛いよ。   |                                      |                           |
| 年の差なんて                         | 綾瀬恋雪(堀江瞬)(2023年5月10日)(youtubeのみ) |                                            |                                                   | ヤマコ                                                                                          | ひなのすけ                                                           | ねぇ、好きって痛いよ。   |                                      |                           |
| すきっちゅーの!                      | ちゅーたん(早見沙織)(2023年9月1日) |                                            |                                                   | TMK                                                                                             |                                                                      |                          |                                      |                           |

#### 告白実行委員会〜外伝作品〜
| 曲名                         | ボーカル                             | イラスト                                     | 動画           | 公開日         | 収録アルバム                            | 備考 |
| ---------------------------- | ------------------------------------ | -------------------------------------------- | -------------- | -------------- | --------------------------------------- | --- |
| ロメオ                       | LIP×LIP                              | ヤマコ                                       | ヤマコ         | 2017年2月20日  | 何度だって、好き                        | LIP×LIPのMVに成海聖奈が出演、榎本虎太朗、山本幸大、柴崎健がカメオ登場している。 |
| ノスタルジックレインフォール | CHiCO with HoneyWorks                | ヤマコ                                       | ヤマコ         | 2018年1月19日  | 私を染める i の歌                       | ミュージックビデオでは教師を目指すヒロインが教育実習先で高校生時代片思いしていた男性教師と再会する。ストーリーの舞台が桜丘高校で、明智咲がカメオ出演している。 |
| 小さなライオン               | LIP×LIP feat.南                      | モゲラッタ                                   | モゲラッタ     | 2018年11月1日  | どっちのkissか、選べよ。                | 人間の少女に恋をした不細工なオス猫が魔法使いのLIP×LIPによって男子高校生南に変身。少女と両想いを目指すストーリー。物語の舞台は桜丘高校。 |
| 月曜日の憂鬱                 | 天月-あまつき-                       | みっ君                                       | まきのせな     | 2019年7月7日   | 天月3rdアルバム「それはきっと恋でした」 | 成海萌奈の追っかけ大学生「小林くん」のキャラクターソング。 |
| ミスター・ダーリン           | CHiCO with HoneyWorks meets 中川翔子 | ヤマコ                                       | モゲラッタ     | 2018年11月6日  | 瞬く世界に i を揺らせ                   | 成海聖奈と萌奈の両親が結婚式を挙げるまでのささやかな日々を投影したキャラクターソング。 |
| 乙女どもよ。                 | CHiCO with HoneyWorks                | ヤマコ                                       | ヤマコ         | 2019年7月25日  | 瞬く世界に i を揺らせ                   | 高見沢アリサの中学生時代のクラスメイトである三浦加恋のキャラクターソング。 |
| 決戦スピリット               | CHiCO with HoneyWorks                | ヤマコ                                       | ヤマコ         | 2020年2月25日  | 瞬く世界に i を揺らせ                   | PVのメインはバレー部の部員とマネージャーが努力と挫折を超え、栄光を掴む物語。他にも「部活で頑張る人たち」が登場し、1シーンにサッカー部の榎本虎太朗とそれを応援している1年生組、CHiCO with HoneyWorksの楽曲「乙女どもよ。」「ツノルキモチ」に登場する男子生徒がそれぞれ野球部、弓道部員として登場する。 |
| キララ                       | CHiCO with HoneyWorks                | SuperciderX                                  | ziro           | 2020年5月30日  | 私を染める i の歌                       | 主人公の男が、連れていかれた田舎でひとめぼれした物語。 |
| 幸せ。                       | CHiCO with HoneyWorks                | ヤマコ                                       | ヤマコ         | 2020年9月3日   | 瞬く世界に i を揺らせ                   | 成海姉妹の父親の学生時代、結婚、娘たちが学生になるまでの過程が描かれたキャラクターソング。金曜日のおはようにつながる。 |
| LOVE&KISS-N.edit-            | LIP✕LIP                              | ヤマコ                                       | ヤマコ         | 2020年12月25日 |                                         | MVのストーリー内にて成海聖奈、monaが姉妹役で登場。 |
| 醜い生き物                   | CHiCO with HoneyWorks                | ヤマコ                                       | ヤマコ         | 2021年2月4日   |                                         | 「乙女どもよ。」に登場する三浦加恋に友達でありながら片思いをする女子生徒、鷹野千紗の心の機敏を描いたキャラクターソング。 |
| 我武者羅                     | CHiCO with HoneyWorks                | ヤマコ                                       | 利波 雷        | 2021年10月9日  |                                         | ひよりの中学時代のクラブメイト(陸上部)白波 渚のキャラクターソング。 |
| ヒミツ恋ゴコロ               | CHiCO with HoneyWorks                | トウカ                                       | えむめろ       | 2022年7月27日  |                                         | 千秋と咲の中学時代の友人で副生徒会長萩野大和と生徒会長本多真由のキャラクターソング。中学卒業後はみすず高校に進学している。 |
| エンジェルに花束を           | 天月−あまつき−                       | 紅木春、モゲラッタ(キャラクター衣装デザイン) | すこっち、悠音 | 2022年8月9日   |                                         | 小林くんとは別人のmonaの追っかけ社会人のキャラクターソング |
| ジュリエッタ                 | LIP✕LIP                              | ヤマコ                                       | ヤマコ         | 2022年6月23日  |                                         | ロメオの続編、アンサーソングのため成海聖奈がMVにゲスト出演している。 |
| リベンジゲーム               | CHiCO with HoneyWorks                | ヤマコ                                       | えむめろ       | 2022年11月7日  | iは自由で、縛れない                     | ｢乙女どもよ。｣に登場する隅田の部活(野球部)に打ち込み、前年負けた相手に挑む姿をフォーカスしたキャラクターソング。 |

#### 動画未発表楽曲
| 曲名                            | ボーカル                               | 収録アルバム         | 備考                                                                               |
| ------------------------------- | -------------------------------------- | -------------------- | ---------------------------------------------------------------------------------- |
| 未来図                          | 豊崎愛生                               | 僕じゃダメですか？   |                                                                                    |
| 三角ジェラシー〜another story〜 | sana                                   | 好きになるその瞬間を |                                                                                    |
| リトルリグレット                | sana                                   | 好きになるその瞬間を | 明智咲が以前付き合っていた彼女視点の楽曲                                           |
| テレカクシ記念日                | 瀬戸内優（神谷浩史）                   | 何度だって、好き。   |                                                                                    |
| 好きと好きの方程式              | まふまふ                               | 何度だって、好き。   | 虎太朗視点の楽曲                                                                   |
| Destiny                         | YURiCa／花たん                         | 何度だって、好き。   | 4thアルバム「何度だって、好き。」では「Destiny〜CV arrangement〜」として戸松遥歌唱 |
| ラブヘイトマジョリティ          | 芹沢千秋（木村良平）＆明智咲（緑川光） | 好きすぎてヤバい。   | 中学生時代の明智咲と芹沢千秋のキャラクターソング                                   |

### アルバム
楽曲を収録したアルバムはミュージックレインから発売されている。初回生産限定盤には声優が参加したオリジナルアニメーション・デジタルコミックを収録したDVDや、ヤマコによるオリジナルコミックが付属する。
| 発売日         | タイトル                 | ボーカル       | デジタルコミック ・コミック収録話 | 規格品番                       | 規格品番      | オリコン 最高位 |
| 発売日         | タイトル                 | ボーカル       | デジタルコミック ・コミック収録話 | 初回限定盤                     | 通常盤        | オリコン 最高位 |
| -------------- | ------------------------ | -------------- | --------------------------------- | ------------------------------ | ------------- | --------------- |
| 2014年1月29日  | ずっと前から好きでした。 | VOCALOID       | 告白予行練習                      | SMCL-322〜4 (A) SMCL-325/6 (B) | SMCL-327      | 4位             |
| 2014年11月26日 | 僕じゃダメですか？       | キャラ担当声優 | ヤキモチの答え                    | SMCL-363〜5                    | SMCL-366      | 4位             |
| 2015年7月15日  | 好きになるその瞬間を。   | sana           | 今好きになる。                    | SMCL-389〜91                   | SMCL-392      | 4位             |
| 2017年2月22日  | 何度だって、好き。       | キャラ担当声優 | ロメオ〜プロローグ〜              | SMCL-466〜8                    | SMCL-469      | 4位             |
|                |                          |                |                                   |                                |               |                 |
| 2020年1月15日  | 好きすぎてやばい。       | キャラ担当声優 | ヒロイン育成計画                  | SMCL-466〜8                    | SMCL-469      | 4位             |
| 2023年3月15日  | ねぇ、好きって痛いよ。   | キャラ担当声優 |                                   | SMCL-806〜813                  | SMCL-814、815 | 5位             |

### 楽譜
- HoneyWorks（監修）、ケイ・エム・ピー
  - 『ピアノ曲集 HoneyWorks』2014年4月28日発売、ISBN 978-4-7732-3823-5
  - 『バンドスコア HoneyWorks』2014年4月28日発売、ISBN 978-4-7732-3828-0
  - 『ピアノ曲集 僕じゃダメですか?〜「告白実行委員会」キャラクターソング集〜』2015年4月27日発売、ISBN 978-4-7732-3978-2
  - 『ピアノ曲集 好きになるその瞬間を。』2016年3月4日発売、ISBN 978-4-7732-4060-3

- HoneyWorks（監修）、ヤマハミュージックメディア
  - 『ピアノ曲集 映画「ずっと前から好きでした。〜告白実行委員会〜」』2016年4月25日発売、ISBN 978-4-636-93090-0
  - 『ピアノソロ 中級 何度だって、好き。〜告白実行委員会〜』2017年7月22日発売、ISBN 978-4-636-94657-4

### 小説

#### ライトノベル
- HoneyWorks（原案） / ヤマコ（イラスト） /  藤谷燈子・香坂茉里（著）、KADOKAWA〈角川ビーンズ文庫〉、既刊16巻（2022年11月1日現在）

| 巻数 | タイトル                               | 発売日        | 著者               | ISBN              |
| ---- | -------------------------------------- | ------------- | ------------------ | ----------------- |
| 1    | 告白予行練習                           | 2014年2月1日  | 藤谷燈子           | 978-4-04-101203-1 |
| 2    | 告白予行練習 ヤキモチの答え            | 2014年6月1日  | 藤谷燈子           | 978-4-04-101577-3 |
| 3    | 告白予行練習 初恋の絵本                | 2014年11月1日 | 藤谷燈子           | 978-4-04-101578-0 |
| 4    | 告白予行練習 今好きになる。            | 2015年7月1日  | 藤谷燈子           | 978-4-04-102511-6 |
| 5    | 告白予行練習 恋色に咲け                | 2016年4月1日  | 藤谷燈子、香坂茉里 | 978-4-04-103839-0 |
| 6    | 告白予行練習 金曜日のおはよう          | 2016年10月1日 | 藤谷燈子           | 978-4-04-102513-0 |
| 7    | 告白予行練習 ハートの主張              | 2017年10月1日 | 香坂茉里           | 978-4-04-106113-8 |
| 8    | 告白予行練習 イジワルな出会い          | 2017年11月1日 | 香坂茉里           | 978-4-04-106118-3 |
| 9    | 告白予行練習 僕が名前を呼ぶ日          | 2018年10月1日 | 香坂茉里           | 978-4-04-107510-4 |
| 10   | 告白予行練習 大嫌いなはずだった。      | 2019年6月1日  | 香坂茉里           | 978-4-04-108338-3 |
| 11   | 告白予行練習 ノンファンタジー          | 2019年12月1日 | 香坂茉里           | 978-4-04-108964-4 |
| 12   | 告白予行練習 ヒロイン育成計画          | 2020年1月1日  | 香坂茉里           | 978-4-04-108965-1 |
| 13   | 告白予行練習 東京サマーセッション      | 2020年9月1日  | 香坂茉里           | 978-4-04-109994-0 |
| 14   | 告白実行委員会 アイドルシリーズ ロメオ | 2020年12月1日 | 香坂茉里           | 978-4-04-110799-7 |
| 15   | 告白予行練習 乙女どもよ。              | 2021年12月1日 | 香坂茉里           | 978-4-04-112079-8 |
| 16   | 告白実行委員会 ファンタジア LOVE&KISS  | 2022年11月1日 | 香坂茉里           | 978-4-04-113127-5 |

愛蔵版
HoneyWorks（原案） / ヤマコ（イラスト） / 藤谷燈子（著）、汐文社、全3巻
| 巻数 | タイトル                           | 発売日    | 著者     | ISBN              |
| ---- | ---------------------------------- | --------- | -------- | ----------------- |
| 1    | 愛蔵版 告白予行練習                | 2018年2月 | 藤谷燈子 | 978-4-8113-2470-8 |
| 2    | 愛蔵版 告白予行練習 ヤキモチの答え | 2018年2月 | 藤谷燈子 | 978-4-8113-2471-5 |
| 3    | 愛蔵版 告白予行練習 初恋の絵本     | 2018年3月 | 藤谷燈子 | 978-4-8113-2472-2 |

単行本
HoneyWorks（原案） / ヤマコ（イラスト） / 香坂茉里（著）、KADOKAWA
| 巻数 | タイトル                              | 発売日        | 著者     | ISBN              |
| ---- | ------------------------------------- | ------------- | -------- | ----------------- |
| 1    | 告白予行練習 東京サマーセッション2021 | 2021年9月15日 | 香坂茉里 | 978-4-04-736421-9 |

#### 児童文学
- 香坂茉里（作） / HoneyWorks（原案） / アニプレックス（企画・監修） / ヤマコ（カバー絵） / モゲラッタ・ろこる（挿絵）、KADOKAWA〈角川つばさ文庫〉

| 巻数 | タイトル                                   | 発売日        | 著者     | ISBN              |
| ---- | ------------------------------------------ | ------------- | -------- | ----------------- |
| 1    | ずっと前から好きでした。〜告白実行委員会〜 | 2016年4月5日  | 香坂茉里 | 978-4-04-631589-2 |
| 2    | 好きになるその瞬間を。〜告白実行委員会〜   | 2016年12月5日 | 香坂茉里 | 978-4-04-631647-9 |
| 3    | いつだって僕らの恋は10センチだった。       | 2018年1月15日 | 香坂茉里 | 978-4-04-631759-9 |

### 漫画

#### 私、アイドル宣言
HoneyWorksがプロデュースし、作画をHoneyWorksのPV作成、「竹取オーバーナイトセンセーション」などのコミカライズも担当していたモゲラッタが制作する。日本のウェブ漫画「ピッコマ」（株式会社 カカオジャパン）にて全編タテ読みカラー漫画で配信中。「告白実行委員会〜恋愛シリーズ〜」に登場する成海聖奈の妹である、成海萌奈がスカウトされアイドルmonaとしてソロライブを成功させる軌跡を描いたストーリー。
- HoneyWorks（原作） / モゲラッタ（作画）、KADOKAWA〈ビーズログコミックス〉、既刊5巻（2023年12月28日現在）

| 巻数 | タイトル           | 発売日         | ISBN              |
| ---- | ------------------ | -------------- | ----------------- |
| 1    | 私、アイドル宣言 1 | 2021年7月30日  | 978-4-04-736717-3 |
| 2    | 私、アイドル宣言 2 | 2022年4月1日   | 978-4-04-736961-0 |
| 3    | 私、アイドル宣言 3 | 2022年12月1日  | 978-4-04-737281-8 |
| 4    | 私、アイドル宣言 4 | 2023年6月30日  | 978-4-04-737447-8 |
| 5    | 私、アイドル宣言 5 | 2023年12月28日 | 978-4-04-737793-6 |

### アニメ映画
第1弾『ずっと前から好きでした。〜告白実行委員会〜』は、2016年4月23日にアニプレックスの配給により公開された。同シリーズの楽曲「告白予行練習」「初恋の絵本」「ヤキモチの答え」をベースに作られている。ソニー・ミュージックグループのアニメ事業を担うアニプレックスで企画が立ち上がった。
宣伝プロデューサー相川和也は、高校生にとってのリアルな今、小中学生にとっての憧れの恋愛が描かれており、彼女たちには届くが、大人に響かせるのは難しいと考え、ターゲット層を分析して中高生のみに絞った宣伝を行った。一般的にアニメ映画の前売り券は首都圏でよく売れるが、本作の前売り券を購入したのは郊外に住む中高生だった。YouTubeの動画広告などのウェブ広告を24歳以下に設定してスマホ中心に配信し、購入しやすいよう前売り券の価格を特典付きで1100円以下に下げた。友人や彼氏と複数で見に行く人が多く、デートムービーとしても受け入れられたという。
第2弾『好きになるその瞬間を。〜告白実行委員会〜』は、2016年12月17日に公開された。同シリーズの楽曲「今好きになる。」「三角ジェラシー」などをベースに作られている。それに伴い、出演声優が公募された。

#### スタッフ（映画）
- 原作・音楽 - HoneyWorks
- 監督 - 柳沢テツヤ
- 脚本 - 成田良美
- キャラクターデザイン・総作画監督 - 藤井まき
- 美術設定 - 綱頭瑛子
- 美術監督 - 海野有希
- プロップデザイン - 宮豊
- 色彩設計 - 小島真喜子
- 編集 - 肥田文
- 撮影監督 - 関谷能弘
- 音響監督 - 長崎行男
- 製作代表 - 岩上敦宏、清水賢治、横手志都子、中村理一郎、瀬尾勝、田村優、國枝信吾、三坂泰二、坂本健
- アニメーションプロデューサー - 河井敬介
- レコーディング・ミキシングエンジニア 青柳延幸
- アニメーション制作 - Qualia Animation
- 配給 - アニプレックス
- 製作 - 「告白実行委員会」製作委員会（アニプレックス、フジテレビジョン、MCIPホールディングス、電通、ミュージックレイン、インクストゥエンター、ムービック、KADOKAWA、ローソン[61]）

#### 音楽（映画）
全作詞・作曲・編曲 - HoneyWorks（特記を除く）。
ずっと前から好きでした。
オープニングテーマ「恋色に咲け」
ストリングスアレンジ - 堤博明 / 歌 - CHiCO with HoneyWorks
エンディングテーマ「一分一秒君と僕の」
ストリングスアレンジ - cake、setsat / 歌 - HoneyWorks meets スフィア
挿入歌
「日曜日の秘密」
編曲 - Junky / 歌 - HoneyWorks meets CHiCO & sana
「Destiny 〜ずっと前から君が好きでした〜」
歌 - HoneyWorks meets YURiCa/花たん

好きになるその瞬間を。
オープニングテーマ「センパイ。」
ストリングスアレンジ - 堤博明 / 歌 - HoneyWorks meets TrySail
エンディングテーマ「大嫌いなはずだった。」
歌 - HoneyWorks meets さゆりんご軍団 + 真夏さんリスペクト軍団 from 乃木坂46
挿入歌
「花に赤い糸」
ストリングスアレンジ - 堤博明 / 歌 - 麻倉もも
「今好きになる。-triangle story-」
歌 - HoneyWorks feat.榎本虎太朗（花江夏樹）
「好きと好きの方程式」
歌 - HoneyWorks meets まふまふ
「ロメオ」
歌 - LIP×LIP［勇次郎（内山昂輝）・愛蔵（島﨑信長）］

#### BD / DVD（映画）
| タイトル                                   | 発売日         | 規格品番     | 規格品番     |
| タイトル                                   | 発売日         | BD限定版     | DVD限定版    |
| ------------------------------------------ | -------------- | ------------ | ------------ |
| ずっと前から好きでした。〜告白実行委員会〜 | 2016年10月26日 | ANZX-11021/2 | ANZB-11021/2 |
| 好きになるその瞬間を。〜告白実行委員会〜   | 2017年6月21日  | ANZX-12221/2 | ANZB-12221/2 |

### テレビアニメ
2017年3月にAnimeJapan2017にて、特別番組形式によるテレビアニメ化が発表された。『いつだって僕らの恋は10センチだった。』のタイトルで、同年11月25日より12月30日までTOKYO MX・BS11・群馬テレビ・とちぎテレビほかにて毎週土曜0時（金曜深夜）に6週連続で放送された。

#### スタッフ (TV)
- 原作・音楽 - HoneyWorks[65]
- 総監督 - 難波日登志[65]
- 監督 - 塚田拓郎[65]
- シリーズ構成 - 成田良美[65]
- キャラクターデザイン - 藤井まき、常盤健太郎[65]
- サブキャラクターデザイン - 近藤奈都子[65]
- プロップデザイン - 宮豊、岡戸智凱[65]
- 美術設定 - 綱頭瑛子、青井孝[65]
- 美術監督 - 岡本好司[65]
- 色彩設計 - のぼりはるこ[65]
- 撮影監督 - 萩原猛夫[65]
- 編集 - 定松剛[65]
- 音響監督 - 長崎行男[65]
- プロデューサー - 斎藤俊輔
- アニメーションプロデューサー - 米内則智
- アニメーション制作 - Lay-duce[65]
- 製作 - 「いつだって僕らの恋は10センチだった。」製作委員会[65]（アニプレックス、ミュージックレイン、インクストゥエンター、よしもとクリエイティブ・エージェンシー、ムービック、KADOKAWA、ローソン）

#### 主題歌 (TV)
オープニングテーマ「ノンファンタジー」
作詞・作曲・編曲 - HoneyWorks / 歌 - LIP×LIP［勇次郎（内山昂輝）、愛蔵（島﨑信長）］
エンディングテーマ
「東京ウインターセッション」（第1話 - 第5話）
作詞・作曲・編曲 - HoneyWorks / 歌 - HoneyWorks feat.瀬戸口優（神谷浩史）・榎本夏樹（戸松遥）・望月蒼太（梶裕貴）・早坂あかり（阿澄佳奈）・芹沢春輝（鈴村健一）・合田美桜（豊崎愛生）
「Re:初恋の絵本 feat.合田美桜（豊崎愛生）」（最終話）
作詞・作曲・編曲・歌 - HoneyWorks

挿入歌
「必要不可欠」（第2話）
作詞・作曲・編曲 - HoneyWorks / 歌 - LIP×LIP［勇次郎（内山昂輝）、愛蔵（島﨑信長）］
「東京サマーセッション feat.CHiCO」（第2話）
作詞 - Gom、shito / 作曲 - Gom、Oji / 編曲 - HoneyWorks / 歌 - sana & CHiCO
「聞こえますか feat.春輝〈幼少期〉（CV：こいぬ）」（第3話）
作詞・作曲・編曲 - HoneyWorks / 歌 - HoneyWorks feat.春輝〈幼少期〉（こいぬ）
「恋という贈り物 meets 天月-あまつき-」（最終話）
作詞・作曲・編曲・歌 - HoneyWorks

#### 各話リスト (TV)
| 話数   | サブタイトル             | 脚本     | 絵コンテ   | 演出              | 作画監督                                              | 総作画監督                   |
| ------ | ------------------------ | -------- | ---------- | ----------------- | ----------------------------------------------------- | ---------------------------- |
| 第1話  | 春、初恋、桜色。         | 成田良美 | 三條なみみ | 矢野孝典 江島泰男 | 杉田葉子、岡田由起子                                  | -                            |
| 第2話  | 夏、花火、恋の色。       | 成田良美 | 塚田拓郎   | 南川達馬          | 中野ゆうき、村上竜之介、永作友克 岡田由起子、丹羽弘美 | 永作友克                     |
| 第3話  | 秘密、孤独、夕暮れ色。   | 小柳啓伍 | 森川さやか | 水本葉月          | 上野卓志、大庭小枝、岡田由起子                        | 大庭小枝                     |
| 第4話  | 留学、未来図、心の色。   | 成田良美 | 三條なみみ | 塚田拓郎 福島陽子 | 中野ゆうき、井上和俊、杉田葉子 岡田由起子             | -                            |
| 第5話  | 初雪、夢、涙の色。       | 小柳啓伍 | 三條なみみ | 江島泰男          | 大庭小枝、上野卓志、岡田由起子 西島翔平、佐藤この実   | 大庭小枝 西島翔平 岡田由起子 |
| 最終話 | 卒業、旅立ち、未来の色。 | 成田良美 | 塚田拓郎   | 中野彰子 鳥井聖美 | 中野彰子、上竹哲郎                                    | 永作友克 岡田由起子          |

#### 放送局 (TV)
| 放送期間                  | 放送時間                     | 放送局       | 対象地域 | 備考                      |
| ------------------------- | ---------------------------- | ------------ | -------- | ------------------------- |
| 2017年11月25日 - 12月30日 | 土曜 0:00 - 0:30（金曜深夜） | TOKYO MX     | 東京都   |                           |
|                           |                              | とちぎテレビ | 栃木県   |                           |
|                           |                              | 群馬テレビ   | 群馬県   |                           |
|                           |                              | BS11         | 日本全域 | BS放送 / 『ANIME+』枠     |
|                           | 土曜 0:30 - 1:00（金曜深夜） | AT-X         | 日本全域 | CS放送 / リピート放送あり |

インターネットではAmazonプライム・ビデオにて独占配信される。

#### BD / DVD (TV)
| 巻 | 発売日        | 収録話        | 規格品番     | 規格品番     |
| 巻 | 発売日        | 収録話        | BD限定版     | DVD限定版    |
| -- | ------------- | ------------- | ------------ | ------------ |
| 上 | 2018年3月21日 | 第1話 - 第3話 | ANZX-14221/2 | ANZB-14221/2 |
| 下 | 2018年4月25日 | 第4話 - 第6話 | ANZX-14223/4 | ANZB-14223/4 |

### スマートフォンゲーム
- 『HoneyWorks Premium Live』（2020年11月18日サービス開始、詳細は「HoneyWorks#HoneyWorks Premium Live」を参照）

### 学習ドリル
- 竹内健（スタディサプリ講師）（作）・HoneyWorks（原案）、KADOKAWA
  - 『「告白予行練習」で中1・中2の英語が10時間で身につくドリル』2018年1月27日発売[71]、ISBN 978-4-04-602083-3

- 大吉巧馬（東進衛星予備校講師）（作）・HoneyWorks（原案）、KADOKAWA
  - 『「告白予行練習」で中1・中2の数学が10時間で身につくドリル』2018年1月27日発売[72]、ISBN 978-4-04-602085-7

### 舞台
2019年2月、HoneyWorks原作の舞台『70億分の1の恋〜告白実行委員会〜』の公演が発表された。同年3月6日から3月15日（11日休演）にかけてCBGKシブゲキ!!で公演が行われた。

#### スタッフ（舞台）
- 脚本・演出：山本浩貴(劇団PU-PU-JUICE)[73]
- 美術：袴田長武[73]
- 音楽：永井カイル(ZIPANG ENTART)[73]
- 舞台監督 ：住知三郎[73]
- 照明：伊藤孝(Art Core)[73]
- 音響：宮﨑裕之 (predawn)[73]
- 衣装：後藤みなみ[73]
- ヘアメイク ：松前詠美子[73]
- 演出助手 ：平戸麻衣[73]
- 宣伝美術・写真 ：MONSTERS,INC.[73]
- 制作：ILLUMINUS[73]
- プロデューサー：細貝司、小宮山薫、米田基[73]
- 企画：富田敏家（Tokyo Connection）[73]
- 協力：劇団PU-PU-JUICE[73]
- 制作協力：style office[73]
- 主催：ILLUMINUS Tokyo Connection[73]

#### 主要以外のキャスト（舞台）
- 八重樫舞 - 西山咲子
- 落合実 - 中野マサアキ
- 宇野大吾 - 須賀裕紀
- 内山カオリ - 天音里菜
- 太田ミク - 谷茜子
- 後澤前子 - 伊藤桃香
- 原西健一 - 澤井俊輝